# Gmina Świątniki Górne
Die Gmina Świątniki Górne ist eine Stadt-und-Land-Gemeinde im Powiat Krakowski der Woiwodschaft Kleinpolen in Polen. Ihr Sitz ist die gleichnamige Stadt mit etwa 2400 Einwohnern.

## Gliederung
Zur Stadt-und-Land-Gemeinde (gmina miejsko-wiejska) gehören neben der Stadt Świątniki Górne folgende vier Dörfer mit einem Schulzenamt:
Ochojno, Olszowice, Rzeszotary und Wrząsowice.
Weitere Ortschaften der Gemeinde sind Rzeszotary Górne und Zalesie.

## Persönlichkeiten
- Tadeusz Synowiec (1889–1960), Fußballspieler, -trainer und Sportjournalist